# Le Mesnil-Ozenne
Le Mesnil-Ozenne is een gemeente in het Franse departement Manche (regio Normandië) en telt 138 inwoners (1999). De plaats maakt deel uit van het arrondissement Avranches.

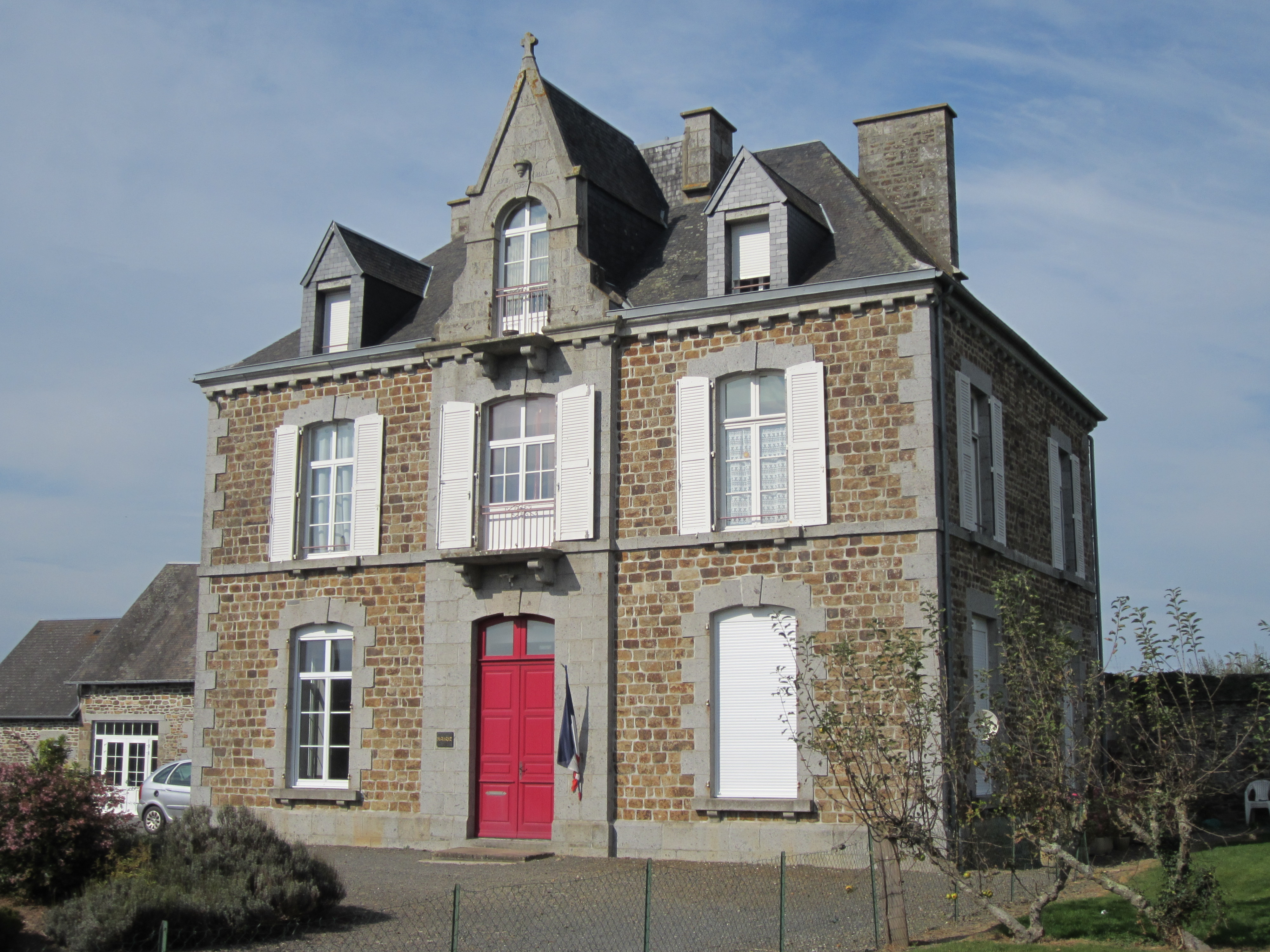
Gemeentehuis
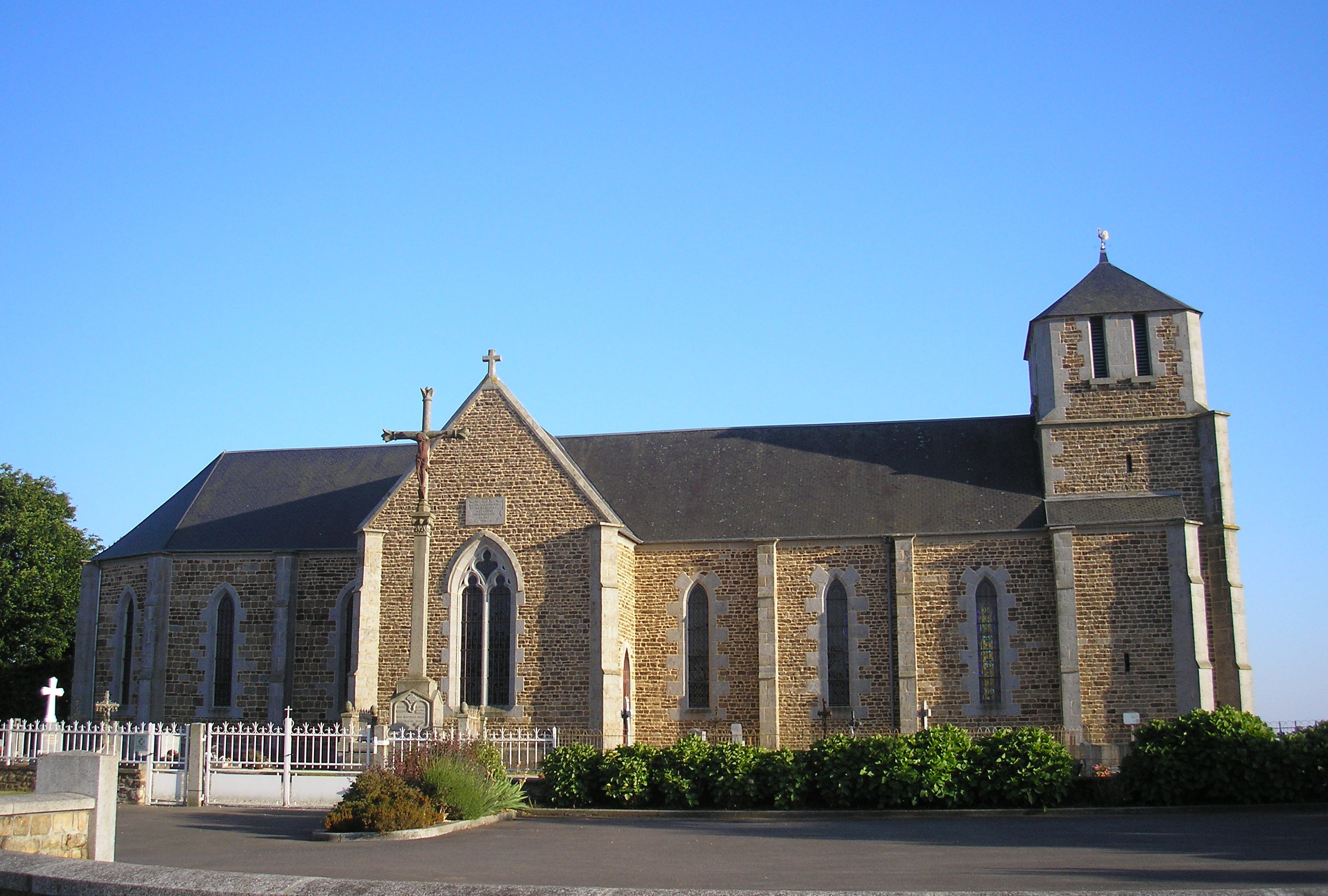
Kerk Saint-Martin in Le Mesnil-Ozenne

## Geografie
De oppervlakte van Le Mesnil-Ozenne bedraagt 4,5 km², de bevolkingsdichtheid is 30,7 inwoners per km².
De onderstaande kaart toont de ligging van Le Mesnil-Ozenne met de belangrijkste infrastructuur en aangrenzende gemeenten.

## Demografie
Onderstaande figuur toont het verloop van het inwonertal (bron: INSEE-tellingen).

1. ↑  Populations de référence 2022.